# Ophthalmis lincea
Ophthalmis lincea är en fjärilsart som beskrevs av Pieter Cramer 1779. Ophthalmis lincea ingår i släktet Ophthalmis och familjen nattflyn. Inga underarter finns listade i Catalogue of Life.

## Bildgalleri

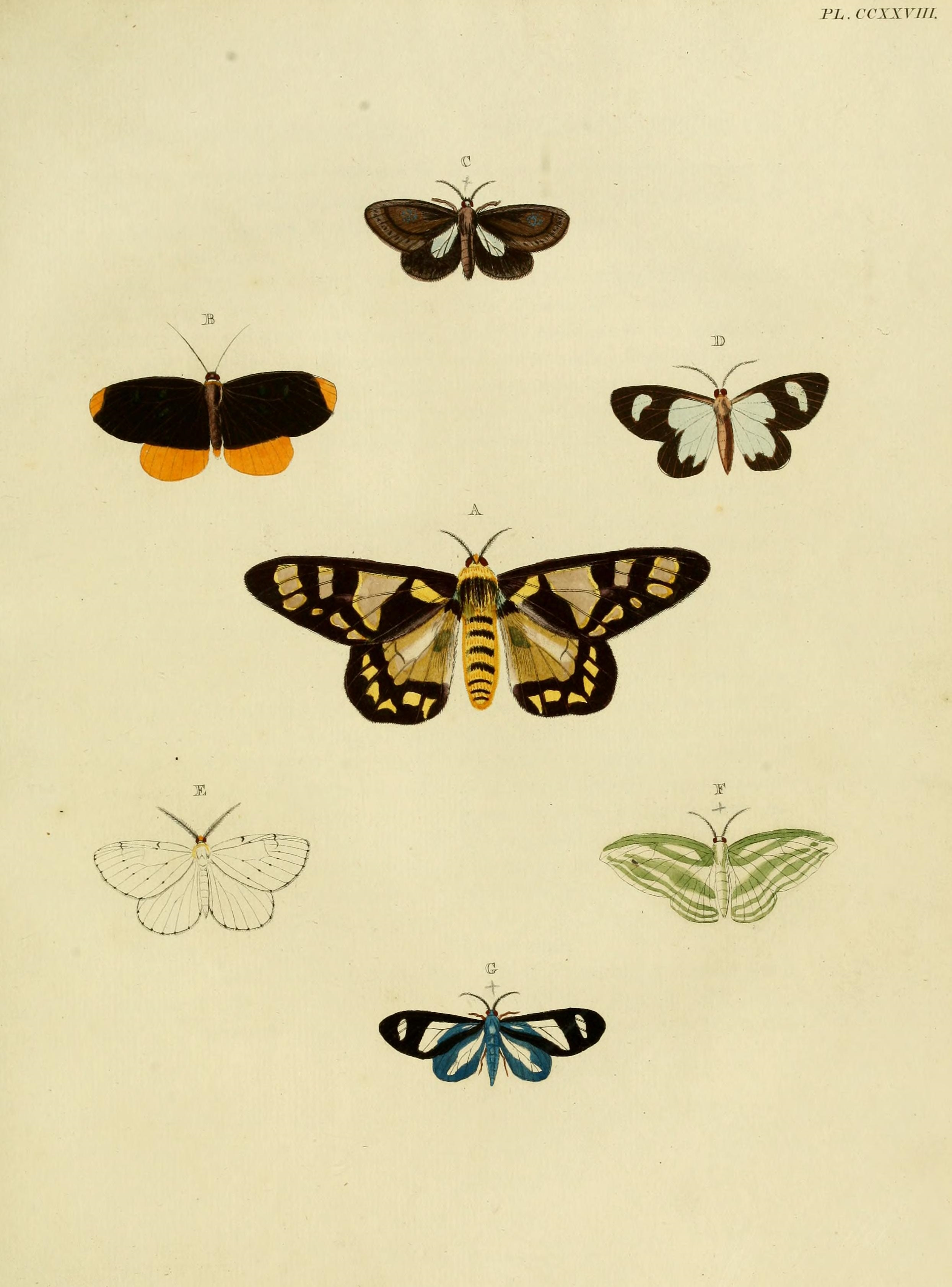